# Porfiriato
O Porfiriato ou Porfirismo na história do México, é o período de 30 anos durante o qual governou o país o general Porfirio Diaz intermitentemente desde 1876, suscedido no final pelo governo de Sebastián Lerdo de Tejada, com o rompimento do presidente Manuel González, que governou de 1880 a 1884, em maio de 1911 Porfírio Díaz renunciou à presidência por força da Revolução Mexicana liderada por Francisco I. Madero, Francisco Villa, Emiliano Zapata, Enrique Flores Magón e Ricardo Flores Magón. 

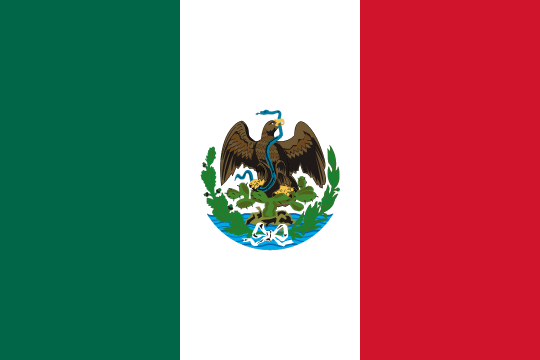
Bandeira mexicana adotada por Díaz em 1881.

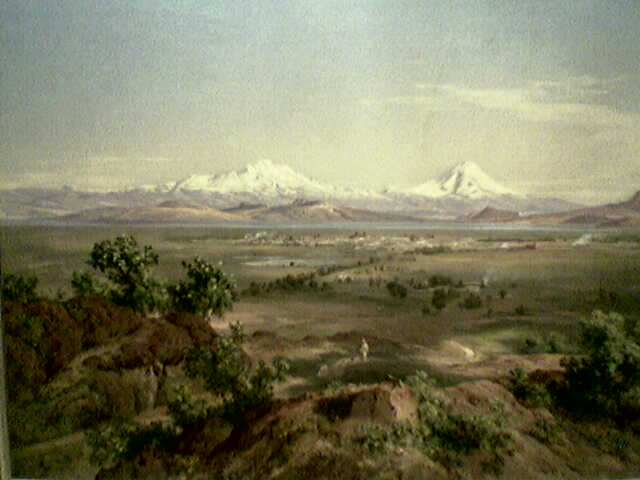
Valle de México, por Velasco (1885). O sentimento nacionalista esteve em ascensão durante os primeiros anos do Porfiriato.

Foi um período de estabilidade e progresso econômico do país, mas também graves desigualdades sociais, que concluiu com um movimento social que interrompeu as estruturas sociais e políticas econômicas do México. Percebendo que o presidente Lerdo de Tejada tentaria a reeleição, Diaz voltou a pegar as armas. Formado na luta pela Guerra da Reforma e contra a intervenção estrangeira, Díaz gozava de grande prestígio entre os militares e uma reputação nos círculos políticos do país. Com o triunfo do Plano de Tuxtepec, que o levou à presidência do México para governar o período 1876-1911 com um breve interlúdio durante o governo de Manuel González.
Nos 31 anos de Porfiriato ou Porfirismo foram construídos no México mais de 19.000 quilômetros de ferrovias para o investimento estrangeiro, o país estava ligado na rede de telegrafica, os investimentos de capital foram feitos no exterior e promoveu a indústria. Desde 1893 foram limpas e as finanças, o crédito nacional foi melhorado e não havia muita confiança nos estrangeiros, organizou o sistema bancário, que foi derrubado na década de 1940 pelo governo de Lázaro Cárdenas del Río.
Durante esse período, continuou o esforço iniciado com Manuel González para superar a educação em todos os níveis, os homens da estatura de Joaquín Baranda, Ezequiel Chávez, Enrique C. Rébsamen, Ignacio Manuel Altamirano e Justo Sierra Méndez deu brilho a este processo que vai desde jardins de infância ao ensino superior, através da formação de professores.
Enquanto Porfírio Diaz reiterou que o país estava pronto para a democracia, nunca quis deixar o poder, e em 1910 já com 80 anos de idade, candidatou-se à reeleição, que foi rejeitada pelos trabalhadores públicos. Diante deste feito, Francisco I. Madero convocou a  rebelião, que surgiu em 20 de novembro daquele ano, e terminou com a entrada triunfal na cidade, derrotando o chamado naquele momento ditador.
O estado de Chihuahua foi o palco principal para a derrota Porfiristas, como Pancho Villa e Pascual Orozco ganharam Ciudad Guerrero e Mal Paso, ganhou a batalha de Casas Grandes, Chihuahua e Ciudad Juárez, fazendo ao sul Emiliano Zapata levou suas tropas de agricultores, ameaçando a capital e a batida na quinta Cuautla. O Regimento de Ouro (batalhão do exército federal), mas irrelevante para os militares, foram as batalhas que pavimentaram o caminho para a vitória dos revolucionários contra a ditadura. Após ter obtido esses fracassos militares, e outros em termos de negociações, Porfírio Díaz optou por renunciar à presidência e deixou o país em maio de 1911.

## Atividade Marítima e Portuária

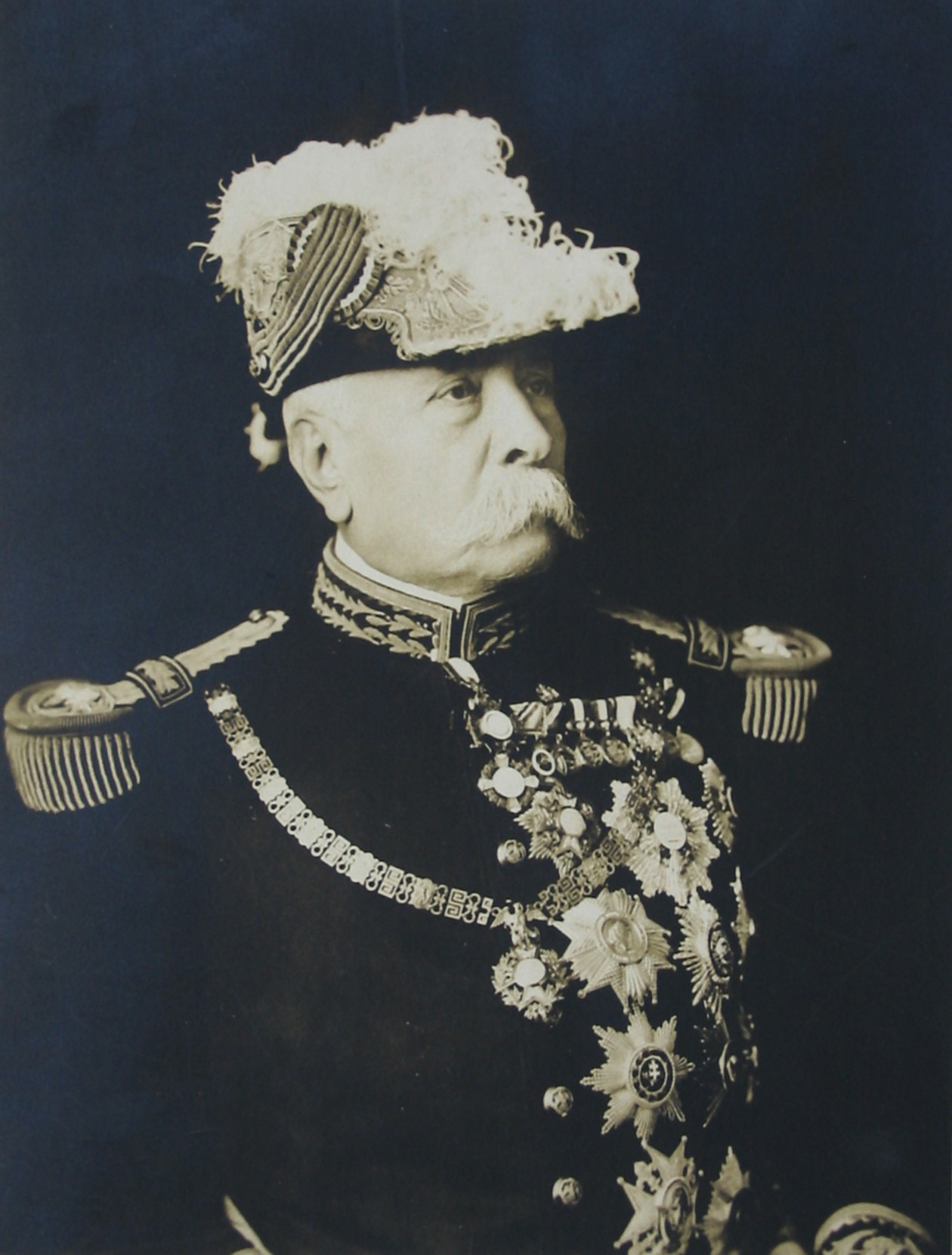
O general e presidente Porfírio Díaz em trajes militares do Centenário da Independência, c. 1910.

Durante essa época, a marinha mercante recebeu um impulso sem precedentes. Foi regulamentada em 1884 e 1889, foi reconhecido naquele tempo, que a Marinha estava num estado deplorável.
O chefe do Departamento da Marinha, o Secretário da Guerra e da Marinha, acreditava que a Marinha Mercante é uma ideia nobre como e teve portanto, que incentivar a construção de estaleiros e navios.
Foi inaugurado em 1897 a Academia Naval, onde os funcionários se preparavam para a Marinha. Também criou empresas Transatlantica mexicana, a navegação do México e Envio do Pacífico, que durou várias décadas.
No final do Porfirismo intensificou o tráfego marítimo no Golfo do México, uma vez que os navios regularmente chegaram de dez companhias de navegação, incluindo europeus, americanos e mexicanos. Quanto ao lado do oceano Pacífico, apenas uma linha em inglês e dois serviços mexicanos.
Com o crescimento do tráfego marítimo foi necessário colocar várias portas, como Porto de Veracruz, o Porto de Manzanillo no estado de Colima, Porto de Salina Cruz no estado de Oaxaca, e especialmente de Porto de Tampico no estado de Tamaulipas.
Motivo de preocupação do governo era o elo entre os portos e no interior do país, e para este fim foram construídas ferrovias que ligavam à capital do estado de Veracruz, Salina Cruz e o  Porto de Coatzacoalcos não ser concluído a partir da Cidade do México para Acapulco, e apenas um parte do México, em Tampico.
O trabalho foi feito continuamente durante a administração do general Díaz, e no final do século indica que ele assinou um contrato para melhoramento, e remodelação do porto de Manzanillo foram reconhecidos, e as ilhas da costa leste de Yucatán para o estabelecimento de sua sinalização, foram instalados escritórios do serviço de faróis nos portos de Progreso, Mazatlán e Porto Angel, dando início aos trabalhos de instalação do farol na ponta Zapotitlán e já estava em serviço em Isla Mujeres, foram feitas no levantamento de costa do estado de Campeche para estudar a melhor localização do porto, foi realizado o projeto do novo porto de Altata, ainda trabalha e porto de Manzanillo saneamento.
Em Tampico começou a trabalhar para reconstruir o cais, os faróis foram abertos na costa leste de Yucatán e Puerto Angel, Oaxaca, e alguns sinalizadores de luz em Anton Lizardo, Veracruz e Puerto de La Paz capital da Baja California Sur. Os portos de Veracruz, Tampico e Salina Cruz, sempre mereceram a maior atenção do governo do general Díaz.

## Ministério dos Transportes e Comunicações
Em 13 de maio de 1891, uma lei foi promulgada pelo Congresso, nos termos do que estabelecia a repartição das funções públicas do Poder Executivo sete ministros de Estado, que incluiu primeiro, o Ministério das Comunicações e Obras Públicas o que veio a significar uma mudança na política de construção de estradas, tendo em conta que as estradas e desenvolvimento foram essenciais para impulsionar a economia do país. 
Para organizar os serviços administrativos espalhados na comunicação nacional, foram adicionados a este novo Ministério 12 setores: Post Interno Vias de Comunicação ou vapores, faróis, da União Postal Universal, Telégrafo e Telefone, Ferro, Estradas, Pavimentação e pontes, lagos e canais, Ministério das Obras e do Palácio Nacional e Chapultepec e Saneamento do Vale do México.
O Ministério das Comunicações e Obras Públicas manteve a sua estrutura institucional durante o período revolucionário.